# Juan Monzón
Juan o Vicente Monzón (o Bruno Vicente Báez, dependiendo del historiador) fue un general español situado entre los soldados que iniciaron las gestas independentistas de Cuba. Fue ejecutado en el propio ejército cubano por haber asesinado a varios curas y comerciantes españoles en Mayarí, durante la toma de este lugar, unas personas que no tenía relación con el enfrentamiento bélico. 

## Biografía
Aunque fue un general destacado en la Guerra de la independencia cubana, existe escasa documentación sobre él. Sus nombres varían de una fuente a otra. Algunos historiadores lo mencionan como Juan Monzón, pero en las Crónicas de Santiago de Cuba, de Emilio Barcardí Moreau, este reconoce a este oficial canario con el nombre de Vicente Monzón. Por su parte, la historiadora René González se refiere al mismo brigadier con el nombre de Bruno Vicente Báez. 
Originario de las Islas Canarias, sabemos que ese brigadier fue uno de los iniciadores de las gestas independentistas y que destacó en el ejército cubano, logrando ascender al mando de una brigada en el Ejército Libertador de Holguín. 
Según el historiador José Luciano Franco, Juan Monzón llegó se ser coronel del ejército, teniendo bajo su mando al sargento Antonio Maceo, quien, durante este tiempo, ascendió a Teniente.  Monzón destacó también en la toma de Mayarí, a principios de febrero de 1869. Sin embargo, "se excedió con los habitantes del poblado" y asesinó a machetazos a dos curas y diez comerciantes españoles que en nada tenían que ver con la guerra. Al parecer, el general canario tenía "odios extremos al poder español". 
Por la situación creada por Monzón, el general Julio Grave de Peralta - Jefe de la División de Holguín -, envió al coronel García a investigar los hechos y llevar al Consejo de Guerra al general canario "que fue pasado por las armas" antes de que terminara el año 1869. Así, fue ejecutado por haber violado las normas más elementales de la "guerra civilizada".

## Vida Personal
Bruno Vicente Báez estuvo casado con Luisa Díaz (de Alto Songo, Santiago de Cuba). Juntos, tuvieron dos hijos, Vicente Báez Díaz y Leoncio Báez Díaz, quienes lucharon en la guerra de independencia cubana como parte de las huestes del general José Maceo.
Luego de la muerte de Bruno, Luisa participó por 10 años como enfermera y partera en las tropas del general Máximo Gómez.